# راي تشادويك
راي تشادويك (بالإنجليزية: Ray Chadwick)‏ هو لاعب كرة قاعدة أمريكي، ولد في 17 نوفمبر 1962 في درم في الولايات المتحدة.

## وصلات خارجية
- راي تشادويك على موقعبيزبول رفرنس.كوم (الدوري الرئيسي) (الإنجليزية)